# كوردي ميلن
كوردي ميلن (بالإنجليزية: Cordy Milne)‏ هو متسابق دراجات نارية أمريكي، ولد في 14 أبريل 1914 في بوفالو في الولايات المتحدة، وتوفي في 15 أكتوبر 1978.